# Azioni petitorie
Le azioni petitorie sono azioni che spettano al proprietario per difendere il suo diritto contro turbative altrui. 
Sono azioni reali in quanto volte a difendere un diritto reale. In controtendenza con quanto spiega l'articolo 100 del Codice di procedura Civile secondo il quale chiunque ha il diritto di agire in giudizio a difesa dei propri diritti. Tali azioni vengono enumerate per ragioni storiche ovvero in quanto affondanti le loro radici nel diritto romano, nell'ambito del quale ciascuno poteva agire in giudizio se e in quanto dotato del potere di azione. Nella Roma antica, infatti, contrariamente a quanto accade oggi, il diritto soggettivo presupponeva l'azione.
Si distinguono dalle azioni possessorie che, invece hanno come presupposto il possesso.

## Azione di rivendicazione
L'azione di rivendicazione (dall'antica rei vindicatio), regolata dall'art. 948 del codice civile, è l'azione fondamentale a difesa della proprietà. Ha diritto di esercitarla chiunque si pretenda proprietario, e non sia in possesso del bene. Si esercita contro chiunque sia in possesso o nella detenzione attuale della cosa. Se si tratta di un bene immobile, la trascrizione della citazione renderà la sentenza efficace anche contro chi avesse acquistato diritti dal convenuto successivamente.
L'azione è imprescrittibile, cioè chi ne ha diritto non può mai perdere la facoltà di esercitarla, salvi gli effetti dell'usucapione.
Perché l'azione abbia effetto favorevole, l'attore deve provare il suo diritto di proprietà, e per farlo non è sufficiente esibire un titolo d'acquisto, ma è necessario dimostrare che il dante causa aveva a sua volta un valido diritto, e così via, risalendo di proprietario in proprietario fino a giungere al primo titolo d'acquisto, che sarà di regola originario (l'usucapione il più frequente); è un tipico esempio di probatio diabolica. Nel caso il bene conteso sia mobile (non registrato), soccorre, peraltro, l'istituto del "possesso vale titolo".

## Azione di mero accertamento della proprietà
L'azione di mero accertamento della proprietà, a differenza delle altre che trovano espressa disciplina all'interno del codice civile, è riconosciuta dalla giurisprudenza a colui il quale abbia interesse ad ottenere un provvedimento del giudice che riconosca il suo diritto di proprietà (ovvero l'esistenza e l'effettiva consistenza di esso) con efficacia di giudicato, in ragione di una turbativa che questi abbia subito (ad es. una contestazione dello stesso).
La prova, a carico dell'attore, dovrà consistere nella dimostrazione rigorosa del suo diritto di proprietà, al pari di ciò che accade in ipotesi di esperimento dell'azione di rivendicazione.

## Azione negatoria
Con l'azione negatoria (disciplinata dall'art. 949 del codice civile) si intende far negare l'esistenza sulla propria situazione di diritti altrui quando da questi si teme di subire un pregiudizo che può derivare da situazioni di fatto o di diritto, e che limitano la pienezza del proprio diritto. Affinché vada a buon esito il proprietario dovrà dimostrare, con ogni mezzo, anche in via presuntiva, l'esistenza di un titolo dal quale risulti il suo acquisto. Offerta questa prova spetta al convenuto dimostrare l'esistenza di un titolo a fondamento della sua pretesa.

## Azione di regolamento dei confini
Gli articoli art. 950 e 951 del codice civile disciplinano le due "azioni di confine";
la prima, l'azione di regolamento dei confini, presuppone l'incertezza degli stessi, e la conseguente necessità di certezza del diritto.
Due sono i casi in cui normalmente l'azione è proposta: in uno il giudice è chiamato ad apporre precisamente il limite che separa due fondi, perché sussiste incertezza anche tra le parti; nell'altro esiste una zona dai limiti definiti, ma è controverso a quale dei fondi appartenga.
Per quanto riguarda le dimostrazioni da effettuare, ogni mezzo di prova è ammesso. Se nessuna delle parti riesca a dimostrare il fondamento della propria pretesa, il giudice dovrà apporre i limiti servendosi delle mappe catastali.

## Azione di apposizione di termini
L'altra "azione di confine", regolata dall'art. 951 del codice civile, è, appunto, l'azione per l'apposizione di termini: si tratta del caso in cui non c'è incertezza dei confini, ma l'attore vuole apporre un segno materiale di delimitazione.
Il convenuto è chiamato in causa per dividere le spese, e per evitare future discussioni.
Ciascuno dei proprietari può intentarla; la competenza è del giudice di pace (art. 7, comma 3, n. 1) c.p.c.)